# Jack Alcott
Jack Alcott (Franklin, 15 marzo 1999) è un attore statunitense.
Jack Alcott (Franklin, 15 marzo 1999) è un attore statunitense, noto principalmente per l’interpretazione di Harrison Morgan nelle serie televisive Dexter: New Blood (2021–2022) e Dexter: Resurrection (2025–).

## Biografia
Nato e cresciuto a Franklin, in North Carolina, Alcott ha mostrato interesse per la recitazione fin da giovane, partecipando a produzioni teatrali scolastiche e successivamente a cortometraggi indipendenti. Dopo il diploma ha intrapreso la carriera di attore, trasferendosi per lavorare nel settore televisivo e cinematografico.

## Carriera

### Esordi
Alcott ha debuttato in alcuni cortometraggi e piccole produzioni televisive tra il 2018 e il 2019, tra cui il corto Champagne e alcune apparizioni minori in serie TV.

### The Good Lord Bird(2020)
Nel 2020 ottiene il ruolo di Jason Brown nella miniserie The Good Lord Bird, prodotta da Showtime e basata sull'omonimo romanzo di James McBride. Accanto a Ethan Hawke, Alcott interpreta uno dei figli di John Brown, leader abolizionista statunitense.

### Dexter: New Blood(2021–2022)
La svolta della sua carriera arriva con la serie Dexter: New Blood, revival del celebre Dexter. Alcott interpreta Harrison Morgan, il figlio del protagonista Dexter Morgan (Michael C. Hall). La sua interpretazione, che unisce fragilità adolescenziale e conflitti interiori, riceve apprezzamenti da parte della critica e del pubblico.

### Dexter: Resurrection(2025–)
Nel 2025 torna a vestire i panni di Harrison Morgan nella nuova serie Dexter: Resurrection, sequel diretto di New Blood. La produzione vede il ritorno di Michael C. Hall e sviluppa ulteriormente il rapporto tra padre e figlio, con Harrison in un ruolo sempre più centrale.

## Stile recitativo
Alcott è stato elogiato per la capacità di rendere i suoi personaggi complessi e tormentati, caratterizzati da una combinazione di vulnerabilità e intensità emotiva.

## Vita privata
È molto riservato e mantiene un basso profilo mediatico. In interviste ha dichiarato di aver instaurato un rapporto di grande intesa professionale con Michael C. Hall.

## Filmografia

### Televisione
- The Good Lord Bird – miniserie TV, 7 episodi (2020)
- Dexter: New Blood – serie TV, 10 episodi (2021–2022)
- Dexter: Resurrection – serie TV (2025–)

### Cortometraggi (selezione)
- Champagne (2018)